# Хара-Шибирь (Бурятия)
Хара́-Шиби́рь (бур. Хара Шэбэр —«чёрная чаща, чёрный густой лес») — улус в Заиграевском районе Бурятии. Входит в сельское поселение «Первомаевское».

## География
Расположен в 3,5 км севернее региональной автодороги Улан-Удэ — Романовка — Чита, в 7 км к северо-востоку от центра сельского поселения — села Первомаевка. 

## Население
| 2002 | 2010 |
| ---- | ---- |
| 127  | ↗175 |

## Известные люди
- Агван Доржиев (1853—1938) — буддийский лама, государственный и религиозный деятель Тибета, Монголии и России, уроженец улуса.
- Цырен Галзутович Шагжин (1918—1994) — бурятский советский драматург, актёр и режиссёр, уроженец улуса.